# Šest klobukov razmišljanja
Šest klobukov razmišljanja je vrsta razmišljanja, ki jo imenujemo tudi vzporedno (paralelno) razmišljanje, kjer vsi sodelujoči (posameznik ali skupina) istočasno osredotočeno razmišljajo na enak način, v skladu z enakim klobukom, ki predstavlja simbol za vrsto razmišljanja. Avtorstvo metode razmišljanja šestih klobukov je pripisano dr. Edwardu de Bonu in je predmet njegove knjige Šest klobukov razmišljanja..

## Edward de Bono
Dr. Edward de Bono se je rodil leta 1933 na Malti. V popolnoma vseh šolskih predmetih je bil vedno najboljši. Zato je tudi preskakoval razrede in bil vedno najmlajši in najmanjši. Da se je uspel ubraniti napadov starejših zavistnih sošolcev, jim je pomagal z idejami. Med vojno je obiskoval St Edward's College na Malti, potem pa Univerzo na Malti. Pri petnajstih letih je že študiral medicino. Kot Rhodesov študent je v Oxfordu pridobil častno diplomo iz psihologije in fiziologije ter doktorat iz medicine. Ima tudi doktorat Univerze v Cambridgeu. Služboval je na univerzah v Oxfordu, Londonu, Cambridgeu in Harvardu. Kot zdravnik se je ukvarjal s samoregulativnimi procesi, ki potekajo v telesu in tako prišel na idejo, da je tudi um le samoregulativen proces. Leta 1961 je Edward de Bono napisal svojo prvo knjigo »Mechanism of Mind«. Do danes je napisal preko 70 knjig, ki so prevedene v več kot 40 svetovnih jezikov. V slovenščini imamo Šest klobukov razmišljanja, Lateralno razmišljanje, Tečaj mišljenja, Naučite svojega otroka misliti in Priročnik pozitivne revolucije. Predaval je v 58 državah, dvakrat tudi v Sloveniji na Ideas Campus-u, ki ga organizira mreža agencij za nove ideje New Moment. Njegove metode so danes obvezni del šolskih kurikulumov v mnogih državah na svetu in se uporabljajo v Avstraliji, Novi Zelandiji, Kanadi, Argentini, Veliki Britaniji, Italiji, Združenih arabskih emiratih, Irski, Španiji, Portugalski, Baltskih državah, Skandinaviji, Singapurju, Maleziji, Indiji, Kitajski, ZDA in Rusiji. Svetuje mnogim mednarodnim korporacijam, na primer: IBM, Exxon, DuPont, Prudential, Procter & Gamble, General Goods, Shell, BP, Ford… De Bono je vodilna svetovna avtoriteta na področju kreativnega razmišljanja in neposrednega učenja kot spretnosti. Edinstveno za Edwarda de Bona je, da lahko enakovredno dela z otroki in učenci, direktorji največjih korporacij (BP, Ciba-Geigy, Citicorp, DuPont, Ericsson, Exxon, Ford, General Foods, IBM, Heineken, Kuwait Oil Company, Monsanto, Montedison, NTT, Petronas, Prudential, Procter&Gamble, Shell, Total, Vitro Fama…) ter z vladnimi ustanovami.

## Temeljna načela metode šest klobukov razmišljanja
Temelj metode je, da človeški možgani mislijo na več različnih načinov, ki jih je mogoče označiti kot namerno dostopne in s tem načrtovane za uporabo v strukturiran način, ki omogoča, da razvijejo strategije za razmišljanje o posameznih vprašanjih. Dr. Edward de Bono opredeljuje šest različnih stanj, v katerih so lahko možgani »občutljivi«. V vsakem od teh stanj bodo možgani prepoznali in uskladili zavestne misli o nekaterih vidikih obravnavanih vprašanj (npr. življenjski instinkt, pesimistične ocene, nevtralna dejstva).
Šest različnih stanj predstavljenih z barvami:
- Informacije: (bela) - razmišlja le, kateri podatki so na voljo, kaj so dejstva?
- Čustva (rdeča) - instinktivno reakcijo ali izjave čustvene narave (ne pa tudi kakršne koli utemeljitve)
- Previdnost in pozornost (črna) - uporabljajo logiko pri ugotavljanju pomanjkljivosti ali ovir, iščejo neusklajenost
- Pozitivne ocene (rumena) - uporabljajo logiko pri ugotavljanju ugodnosti, ki iščejo harmonijo
- Ustvarjalnost (zelena) - izjave, provokacije in preiskave, v smislu, ali gredo misli v pravo smer
- Razmišljanje (modra) - razmišljanje o razmišljanju

Barvni klobuki se uporabljajo kot metafore za vsako posamezno stanje. Nošenje klobuka določene barve simbolizira preklop v posamezno stanje, bodisi dobesedno ali metaforično. Te metafore omogočajo popolnejše in izboljšano razlikovanje in ločitev stanj razmišljanja od predsodkov (vnaprej ustvarjenih mnenj). Klobuki pomagajo k bolj globokemu razmišljanju o vseh teh mislih. Metoda šest klobukov razmišljanja razločno prikaže težave in rešitve o idejah ali izdelkih, do katerih bi lahko prišli.

## Metoda šest klobukov razmišljanja
Metoda šest klobukov razmišljanja je zelo preprost koncept, ki omogoča mislecu, da naredi samo eno stvar naenkrat. S to metodo se mislec nauči ločiti čustva od logike, kreativnost od informacije itd. Vsak klobuk ima svoje lastnosti in, ko si nadenemo enega izmed klobukov, razmišljamo v določeni smeri in/ali na določen način. Zahodna kultura je še danes odvisna od argumentiranega in kritičnega razmišljanja, ki se uporablja v družinskih razpravah in poslovnih pogovorih, na sodiščih in skupščinah... Po navadi mu rečemo kar demokracija. Temelji na sistemu razmišljanja, ki so ga uvedli stari grški misleci: Sokrat, Platon in Aristotel.
Edward de Bono je razvil metodo paralelnega razmišljanja, kjer misleci svoje misli in poglede predstavijo vzporedno z mislimi drugih v skupini in jih ne napadajo. Metoda šest klobukov razmišljanja je praktičen primer izvajanja metode paralelnega razmišljanja. Z metodo smo dobili konstruktivno alternativo prepirom, dokazovanjem lastnega prav in razvlečenim sestankom. Po metodi o šest klobukih razmišljanja torej vsi udeleženci sestanka hkrati razmišljajo v okviru istega klobuka. To zamisel imenuje De Bono »paralelno razmišljanje« (to je ista usmeritev in izbor dokazov). Po njej nihče ne nasprotuje drugim, ko gre za isti klobuk, ampak se dopolnjujejo; nato uporabijo drug klobuk. Klobuki nastopajo kot faze po poudarkih razmišljanja in dajejo moč osredinjenja, prihranek časa, odstranitev občutka »ego«, nevtralnost in objektivnost: le ena stvar je na vrsti naenkrat (po obdobjih – klobukih).
Metodo šest klobukov razmišljanja lahko uporabimo na dva načina:
- Ločeno, glede na potreben način razmišljanja.
- Zaporedno, da raziščemo zadevo ali težavo.

Ločeno uporabljamo klobuke kot simbole in z njimi poudarimo kakšno razmišljanje želimo imeti. S pomočjo klobukov lahko vodimo razmišljanja v izbrane smeri. 
Zaporedno pa jih lahko uporabljamo kolikor želimo in kolikokrat želimo. Zaporedje je lahko razvijajoče se ali pa vnaprej določeno. Pri vnaprej določenem zaporedju začnemo najprej z modrim klobukom, vnaprejšnje nadaljevanje je vsem znano. Razvijajoče se zaporedje pa je priporočljivo, ko imamo z metodo šestih klobukov razmišljanja že veliko izkušenj.
Namen klobukov je diskretna in čista formalna uporaba, kadar pričakujemo neko vrsto razmišljanja. Metoda poteka tako, da vodja nakazuje spremembe klobuka, sodelujoči v skupini pa morajo govoriti v skladu s klobukom (nakazana smer razmišljanja), ki je za tisti trenutek dogovorjen. Za vsak klobuk ima posameznik približno eno minuto, če pa se po tem času še producirajo dobre ideje, ga lahko tudi podaljšamo. Metoda šest klobukov razmišljanja je zelo uporabna v praksi, saj zelo hitro pridemo do končnih rešitev, saj se odločitve na videz same sprejemajo. Tako metodo uporabljajo največja svetovna podjetja za dvig produktivnosti.

## Vzporedno razmišljanje
V običajnem nepovezanem razmišljanju proces nima žariščne točke (je neosredotočen); mislec preskakuje od kritičnega razmišljanja preko nevtralnega do optimističnega in tako naprej, nepovezano in brez strategije. Proces razmišljanja šestih klobukov poskuša uvesti vzporedno razmišljanje. Mnogi posamezniki vzporedno razmišljanje nezavedno uporabljajo. Pri tem so bolj ali manj učinkoviti. Ko pa se razmišlja v skupini, posameznikove strategije praviloma ne težijo k zbliževanju. Rezultat take razprave je težnja k ne zbliževanju. Zaradi moči ega in ugotovljene nagnjennosti večine v zahodni kulturi k načinu razmišljanja črnega klobuka, lahko to privede do zelo destruktivnega srečanja skupine. Tudi z obilo spoštljivosti in jasno določenimi skupnimi cilji v vsakem skupinskem razmišljanju obstaja naravna težnja za »razvlečenim razmišljanjem«, kjer ena oseba razmišlja o koristih, medtem ko druga razmišlja o dejstvih in tako naprej. Klobuki omogočajo, da se reši sporna zadeva tako, da vsi skupaj pretehtajo težave ali prednosti dejstev, zmanjšanje motečih zamisli in podporo navzkrižnemu plemenitenju zamisli. To dosežemo tako, da bo hkrati vsakdo dal na glavo na primer bel klobuk. Potem bodo vsi skupaj hkrati dali na glavo naslednji klobuk. Na ta način vsi prisotni razmišljajo ob istem času na enak način. Izjema je le posrednik, ki obdrži ves čas moder klobuk in poskrbi, da stvari napredujejo učinkovito. Modri klobuk teži k temu, da ima pregled, da usmerja nit (modri klobuk vodje združuje tudi voditelje vseh skupin).

## Prednosti vzporednega razmišljanja
- Naše razmišljanje razporedi, da razmišljamo samo o eni zadevi naenkrat.
- Nakaže, kateri način razmišljanja bomo uporabili v naslednjem koraku.
- Omogoči, da se enodimenzionalno razmišljanje razširi v mnogo-dimenzionalnega.
- Dovoli čas za čustva in za ustvarjalnost, išče prednosti, ne samo slabosti.
- Občutno skrajša sestanke in čas za sprejemanje odločitve.
- Omogoči sodelovanje vseh udeležencev.

Glavne koristi koncepta so njegova prijetnost, prikladnost in pripravnost. 
Splet vseh šestih klobukov razmišljanja je dal veliko uspehov v različnih praksah (De Bono). Štirje od šestih klobukov zajemajo bolj čustveni kot razumski vidik, beli klobuk ga zajema delno, edino modri klobuk ga ne zajema. Vendar modri klobuk ni posebno razdelan. V teh dveh dejstvih so našli stično točko za dopolnjevanje te metode z metodo (logijo) USOMID.

## Vrste klobukov
V nadaljevanju sledi kratek opis vsakega posameznega klobuka in miselnega procesa, ki ga posamezni klobuk predstavlja. 
Barvni klobuki se uporabljajo kot metafore za posamezno stanje. Povezniti klobuk izbrane barve na glavo simbolizira preklop v posamezno stanje, bodisi dobesedno ali metaforično. Te prispodobe omogočajo hiter prehod med posameznimi stanji. Klobuki služijo kot pomoč za globlje razmišljanje. Metoda  šest klobukov razmišljanja nakazuje na težave in vodi do idej za  rešitev obravnavanega problema. Poleg tega dr. de Bono trdi, da so ta stanja, povezana z določenimi procesi delovanja možganov.

### Beli klobuk
Beli klobuk je klobuk papirja, pomislimo na izpisek iz tiskalnika in nosi informacije. Informacije so dejstva, podatki in številke, ki jih lahko preverimo ali pa so neoprijemljive informacije kot mnenja in občutja. Predstavljajte si računalnik, ki vam daje številke in dejstva, za katere vprašate. Računalnik je nevtralen in objektiven. Ne ponuja vam interpretacij in mnenj. Ko ima mislec na sebi beli klobuk, mora posnemati računalnik. Beli klobuk je nevtralen in poroča o svetu, ni namenjen generiranju idej, ampak definiranju informacije, ki je nimamo, a jo potrebujemo in beli klobuk predlaga orodja za pridobivanje teh informacij. Njegova energija je usmerjena v iskanje in pripravljanje informacij. V praksi obstaja dvotirni sistem informacij. Prvi tir obsega preverjena in potrjena dejstva - prvorazredna dejstva. Drugi tir obsega dejstva, za katera verjamemo, da so resnična, nismo pa jih še čisto preverili - drugorazredna dejstva. Razmišljanje z belim klobukom je disciplinirano in usmerjeno. Mislec se trudi biti nevtralen in bolj objektiven pri predstavitvi informacij. Odločitev, ali bo nekdo nosil klobuk ali ne, je prepuščena posamezniku. Važno  je  medsebojno  poslušanje,  ne vnaprejšnje opredelitve, in praktičnost, da zajamemo vse vrste informacij, a »mislimo« kot računalnik.
Bela (odsotnost barve) nakazuje nevtralnost.
- podatki in številke (Ali se lahko igrate, da ste računalnik? Podajte dejstva na objektiven in nevtralen način. Ne skrbite za interpretacijo, samo podatke, prosim. Kaj so dejstva pri tej zadevi?)
- čigava dejstva so? (Je dejstvo ali verjetnost? Je dejstvo ali prepričanje? Ali obstajajo kakšni podatki?)
- japonski slog (Debata, argumenti in soglasje. Če nihče ne spodbuja ideje, od kod pridejo ideje? Najprej naredite zemljevid.)
- dejstva, resnica in filozofi (kako resnična so dejstva? Kakšno vrednost imajo jezikovne igre filozofije? Absolutna resnica in posploševanje)
- kdo si nadene klobuk? (Nadenite si lasten klobuk. Prosimo nekoga, da si nadene klobuk. Prosimo vse, da si nadenejo beli klobuk. Izberemo odgovor s klobukom na glavi.)

### Rdeči klobuk
Uporaba rdečega klobuka daje možnost, da izrazimo občutja, čustva in intuicijo, ne da bi jih morali razlagati ali upravičevati. 
Intuicijo lahko zasnujemo na vrsti izkušenj kot na primer: čutim, da je on prava oseba za to delo ali čutim, da je to tvegana zadeva ali moja intuicija mi pravi, da je ta razlaga preveč zapletena. 
Pod rdečim klobukom izrazimo celo vrsto občutkov kot na primer: entuziastični (to ljubim, to mi je všeč) nevtralni, nejasni, dvomeči, mešani, nesrečni (to mi ni všeč, to sovražim). 
Rdeči klobuk zagotavlja primerno metodo, s katero mislec preklopi čustvene občutke na način, ki brez njega ni mogoč. Rdeči klobuk se vedno nanaša na specifično idejo ali situacijo. Mislecu ni dovoljeno spremeniti ideje. Rdeči klobuk pokriva tudi intelektualna občutja, ki so popolnoma veljavna: čutim, da ima ideja potencial ali ta ideja je zelo zanimiva ali ideja je zelo nenavadna.
Z rdečim klobukom vedno razmišljamo individualno. Vsi udeleženci sestanka drug za drugim predstavljajo svoja občutja o obravnavani zadevi v skladu z rdečim klobukom. Posameznikom ni dovoljeno nadaljevanje, če kdo prosi za občutke rdečega klobuka. Lahko uporabljajo izraze, kot so nevtralen, neodločen, zmeden, dvomeč ali mešan. Če občutja opišemo kot mešana, potem lahko vodja sestanka vpraša, kaj vse je v tej mešanici. Namen rdečega klobuka je izraziti občutja, ki obstajajo - ne izsiliti neke sodbe. Važno je čustva izraziti brez odlašanja, saj so ozadje razmišljanja, vrednote. Razen tega razmišljanje vodi v zadovoljstvo, a odpre se vprašanje, ali bo izid deloval v škodo drugih ali nas, kratkoročno  ali dolgoročno. Čustva ne morejo biti logična, zato jih ne upravičujemo ali utemeljujemo.
- čustva in občutki (Nasprotno od nevtralnih, objektivnih informacij. Slutnje, intuicija, vtis. Ne potrebuje upravičevanja. Ne potrebuje razlogov ali osnove.)
- prostor za čustva v miselnem procesu (Ali čustva pokvarijo razmišljanje, ali pa so del njega? V kateri točki se izrazijo čustva? Ali so lahko čustveni ljudje dobri misleci?)
- intuicija in slutnje (Kako utemeljena je intuicija? Kako koristna je intuicija? Kako lahko uporabljamo intuicijo?)
- od trenutka do trenutka (Reagiranje in nerviranje. Prav to si mislim o tem sestanku. Pokazati ali skriti občutke.)
- uporaba čustev (Ali lahko razmišljanje spremeni čustva? Čustveno ozadje. Čustvovanje kot osnova za pogajanja. Čustva,vrednote in izbire.)
- jezik čustev (čustva ne morejo biti logična ali konsistentna. Čustva so lahko natančno uglašena z jezikom. Izognimo se skušnjavi, da bi upravičevali čustva.)

### Črni klobuk
Od vseh klobukov se najpogosteje uporablja črni klobuk, ki je najbolj pomemben in ga imenujemo klobuk pazljivosti. Črni klobuk je zato, da smo varni in nam preprečuje delati stvari, ki so nelegalne, nevarne, nedonosne, onesnažujoče in tako naprej. Črni klobuk je klobuk preživetja in zato moramo biti pazljivi, vedeti moramo, kako se izogniti neprijetnostim, znati moramo ugotoviti, kaj ne bo delovalo, saj nas lahko že ena napaka izbriše z zemlje ne glede na našo kreativnost. Črni klobuk predstavlja osnovo zahodnjaške civilizacije kot kritično razmišljanje in pokaže, kako nekaj ni v skladu z našimi viri, našo politiko, našo strategijo, našo etiko ali našimi vrednotami. Črni klobuk temelji na naravnem delovanju razuma in, če naletimo na nekaj, kar ne ustreza našemu obstoječemu vzorcu, nam je neprijetno. Črni klobuk izpostavi proceduralne napake samega procesa razmišljanja. Toda razmišljanje s črnim klobukom ni argumentirano in mu ne smemo dovoliti, da se izrodi v argumentirano. Namen razmišljanja s črnim klobukom je na zemljevid postaviti točke previdnosti. Razmišljanje s črnim klobukom lahko ljudje izrabljajo ali pretirano uporabljajo, če je to edini način razmišljanja. To je naravni mehanizem in nam preprečuje, da bi delali napake.
Velika korist metode šestih klobukov razmišljanja je, da ima odmerjeno dovolj časa, da vsakogar povabi k pazljivosti, pozornosti in kritičnosti, vendar zunaj odmerjenega časa ni dovoljeno biti kritičen na nobeni točki. 
- previdnost in pozornost (Kako nekaj ne sodi v naše dosedanje izkušnje. Zakaj nekaj morda ne deluje, Izpostavljanje težav in problemov. Ostajati v okviru zakona. Obdržati zakone in etiko.)
- vsebina in proces (Pokaže na napake v razmišljanju. Dvomi o moči dokazov. Ali sledi nek sklep?)
- preteklost in prihodnost (Kaj se bo verjetno zgodilo v prihodnosti? Ali se to sklada s preteklimi izkušnjami? Kaj tvegamo?)
- problem pretirane uporabe (Lahko je biti kritičen. Nekateri ljudje uživajo samo, če so kritični. Moramo prispevati.)

### Rumeni klobuk
Rumeni klobuk je klobuk sončne svetlobe, optimizma in pod njim zavestno iščemo prednosti, ki obstajajo v predlogu oziroma želimo uvideti, kako idejo izpeljati v praksi. Razmišljanje z rumenim klobukom je pozitivno, generativno in konstruktivno ter preizkuša in raziskuje vrednost in koristnost. Prizadeva si najti logično razlago o tej vrednosti in koristnosti, trudi se postaviti v ospredje zdrav optimizem, toda ni omejeno samo na to - pod pogojem, da primerno označi ostale vrste optimizma. Rumeni klobuk se redko uporablja, saj nimamo razvitega naravnega mehanizma »občutljivost za koristnost« in ne prepoznamo koristi dobre ideje. Razmišljanje z rumenim klobukom je lahko špekulativno in oportunistično ter dovoljuje vizije in sanje.
- špekulativno pozitiven (Pozitivno razmišljanje. Rumena je za sonce in svetlobo. Optimizem. Osredotočenje na koristi. Konstruktivno razmišljanje in uresničevanje zadev.)
- pozitivni spekter (Kdaj je optimizem neumen? Od upanja polnega k logičnemu. Kaj je realizem?)
- razum in podpora logike (Na kaj se nanaša pozitivni pogled? Zakaj mislite, da se bo tako zgodilo? Drugi razlogi za optimizem.)
- konstruktivno razmišljanje (Narediti, da se stvari zgodijo. Pobude in predlogi.)
- špekulacija (Pogled v prihodnost. Vrednost besedice »če«. Scenarij v primeru najboljšega izkupička.)
- zveza s kreativnostjo (Razlika med konstruktivnim in kreativnim. Učinkovitost in sprememba. Nove ideje in stare ideje.)

### Zeleni klobuk
Zeleni klobuk je klobuk energije in pomislimo na vegetacijo, rast, na liste in veje dreves. Zelena barva simbolizira plodnost in korist semena, zato imenujemo zeleni klobuk tudi klobuk kreativnosti, pod katerim predstavljamo nove ideje, možnosti in alternative, trudimo se modificirati in izpopolniti predlagane ideje. Zeleni klobuk lahko predlaga spremembe ideje, da bi se izognili težavam ali pa predlaga novo, še eno idejo, zato zeleni klobuk vključuje premišljeno, usmerjeno kreativnost kot tudi sproščeno, fantazijsko kreativnost. V idealnem primeru nosita zeleni klobuk oba, mislec in poslušalec. Provokacija je pomemben del razmišljanja z zelenim klobukom in jo simbolizira besedica PO. Provokacijo uporabljamo, da bi se otresli običajnih vzorcev razmišljanja. Obstaja veliko načinov, da bi uporabili provokacijo, tudi metoda uporabe ključnih besed. S tem je povezano tudi lateralno razmišljanje kot niz stališč, idiomov in tehnik. Uporabljamo  ga za generiranje novih zamisli in dojemanja.
- kreativno razmišljanje (Nove ideje, novi koncepti, nove percepcije. Premišljeno rojevanje novih idej. Alternative in še več alternativ. Sprememba. Novi pristopi k problemom.)
- lateralno razmišljanje (Lateralno razmišljanje in njegova zveza s kreativnostjo. Humor in lateralno razmišljanje. Sprememba vzorca in samoorganizacijski informacijski sistem.)
- ukrepanje namesto ocenjevanja (Uporabljanje ideje kot odskočne deske. Kam me bo to pripeljalo? Učinek napredka ideje.)
- potreba po izzivanju (Uporaba besedice PO. Logika nesmisla. Naključno izzivanje.)
- alternative (Biti prehitro zadovoljen … Zastavljene poti, izbire in alternative. Nivoji izbire med dvema možnostima.)
- osebe in spretnost (Je kreativnost odvisna od spretnosti, talenta ali osebnosti? Menjavanje mask je lažje od menjavaja obrazov. Ponosni na svoje spretnosti.)
- kaj se zgodi z idejami? (Kaj se zgodi potem? Oblikovanje in prirejanje idej. Upravljavec koncepta.)

### Modri klobuk
Modri klobuk je klobuk nadzorovanja, barva neba, široke razgledanosti in ga uporabljamo za razmišljanje o razmišljanju. Uporaba modrega klobuka na začetku razmišljanja definira situacijo, išče alternativne označbe problema, navede namen razmišljanja in nam pove, kaj hočemo doseči. Modri klobuk nosi vodja sestanka in to je stalna vloga, vendar lahko vsakdo predlaga proceduralno spremembo, a le med uporabo modrega klobuka. Na koncu sestanka modri klobuk prosi za rezultate, ki so podani v obliki povzetka, zaključka, odločitve ali rešitve. Razmišljanje z modrim klobukom nadzoruje razmišljanje in zagotavlja, da spoštuje pravila igre in uveljavlja disciplino. 
- nadzor razmišljanja (Razmišljanje o razmišljanju. Navodila za razmišljanje. Organizacija razmišljanja. Nadzorovanje ostalih klobukov.)
- osredotočenost (Postaviti pravilna vprašanja. Definirati problem. Določiti naloge razmišljanja.)
- oblikovanje programa (Korak za korakom. Programsko orodje za razmišljanje. Koreografija.)
- povzetki in zaključki (Opazovanje in pregled. Komentarji. Povzetki, zaključki, setev in poročilo.)
- nadzor in kontrola (Predsednik. Disciplina in žarišče. Kdo je vodja?)

Ni prav presenetljivo, da se z uporabo metode šestih klobukov odločitve na videz same sprejemajo. Konec koncev, kadar sami sprejemamo odločitve, gremo skozi bolj ali manj enak postopek (za, proti, čustva, dejstva). Metoda šestih klobukov to naredi zelo temeljito. Kar je bilo doslej izvedeno v posameznikovi glavi, je zdaj dosledno urejeno in javno. 
Tako kot pri vsakem procesu sprejemanja odločitev, je končno odločitev težko sprejeti ali celo nemogoče. Morda zahteva uravnoteženost med dvema nasprotujočima si koristima. Lahko je odvisna od špekuliranja o prihodnosti - in nikakor ne moremo odstraniti nejasnosti prihodnosti. Na tej točki je potrebno načrtovati pot naprej, ki bi lahko pokrila obe izbiri. Če to ni možno in se je vseeno potrebno odločiti, potem je treba sprejeti odločitev rdečega klobuka. 
Na koncu so vse odločitve v resnici »rdeči klobuk«. Predstavimo dejavnike, toda zaključna odločitev je čustveno obarvana.